# Monitoratge (medicina)
|  | Per a altres significats, vegeu «Monitoratge». |

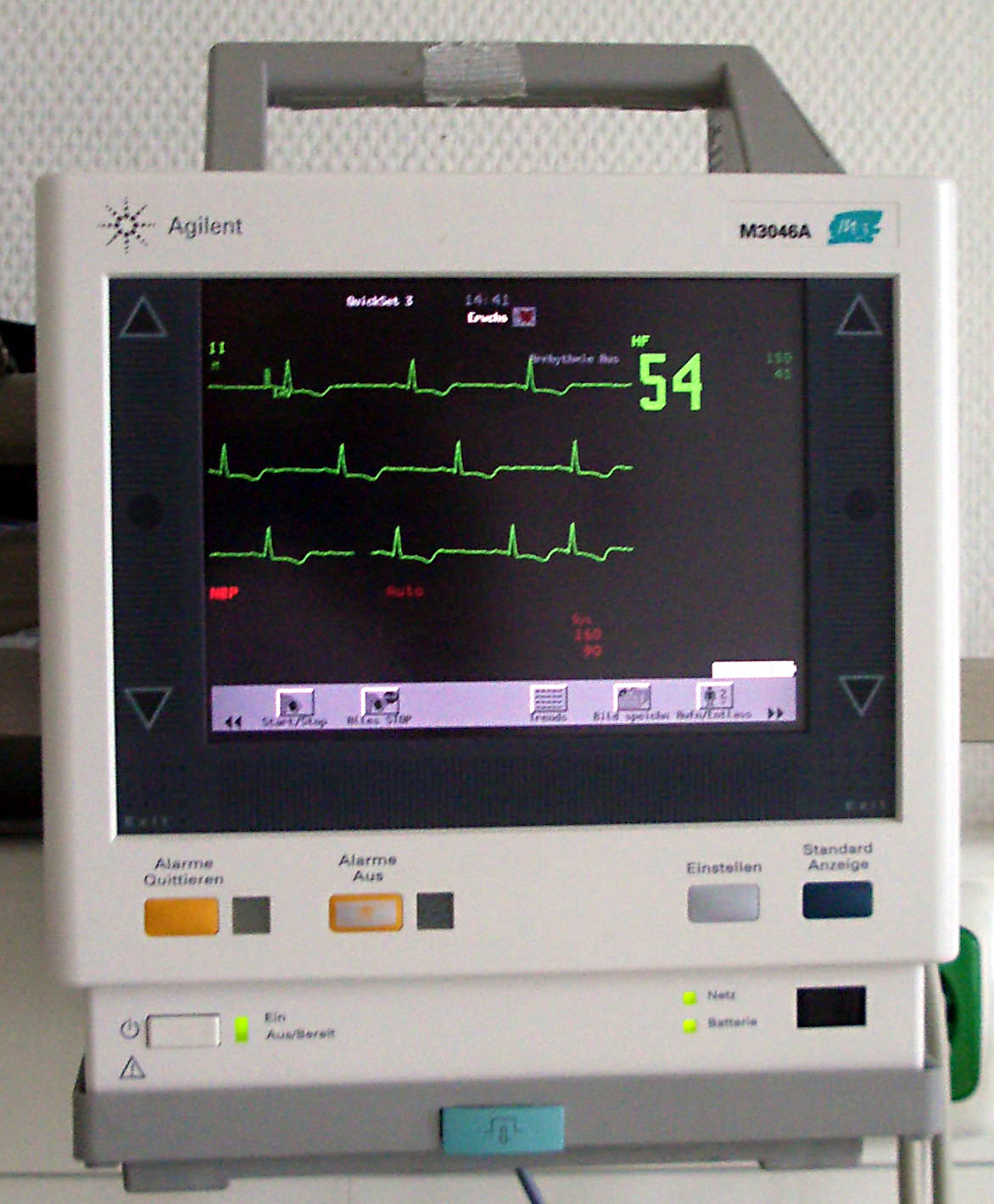
Pantalla del dispositiu d'un monitor mèdic que s'utilitza en anestèsia.

El monitoratge, en medicina, és l'observació d'una malaltia, afecció o un o diversos paràmetres mèdics a través del temps. Es pot dur a terme mitjançant el mesurament continu de certs paràmetres mitjançant l'ús d'un monitor mèdic (per exemple, mitjançant el mesurament continu dels signes vitals per un monitor de capçalera), i / o realitzant repetidament exàmens mèdics (com ara monitoratge de glucèmia amb una glucòmetre en les persones amb diabetis mellitus). La transmissió de dades d'un monitor a una estació de monitoratge a distància es coneix com a telemetria o biotelemetria.

## Paràmetres

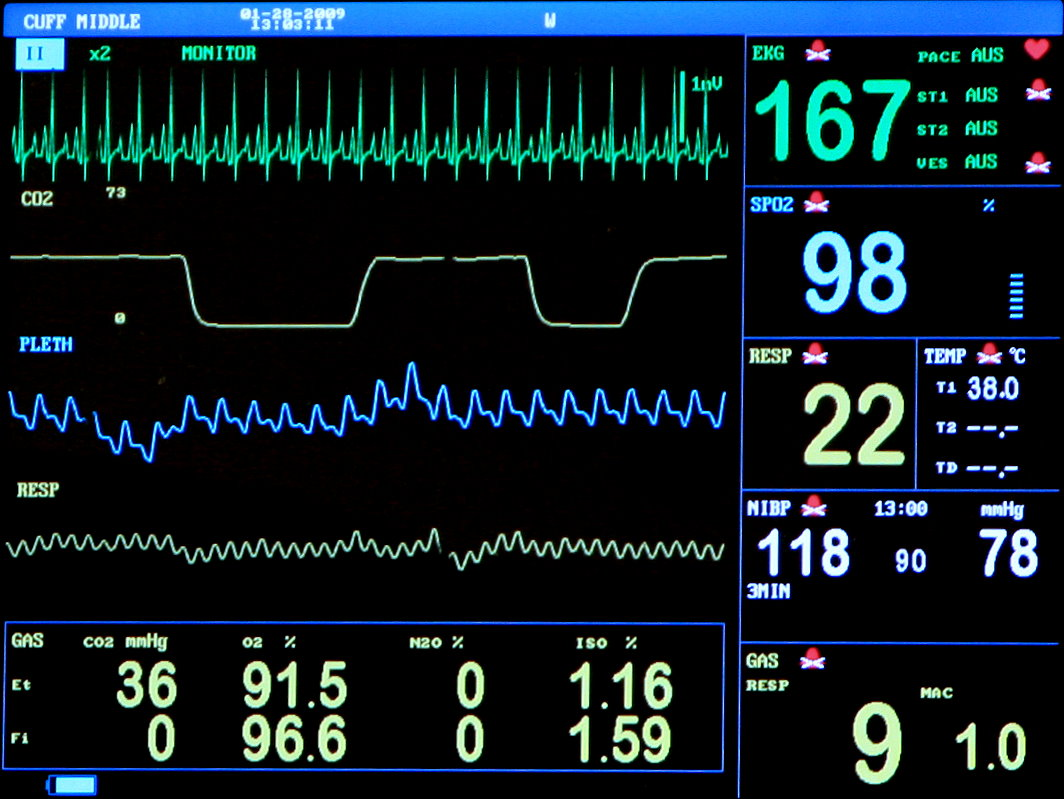
Vista de diversos paràmetres d'un monitor d'anestèsia

- Electrocardiograma per avaluar el ritme i la freqüència cardíaca (abreujat ECG o EKG)
- Pressió arterial o tensió arterial ja sigui mesurada de forma no invasiva amb un esfigmomanòmetre a través d'un braç o la cuixa o invasiva a través d'un catèter arterial (una agulla en una artèria) en l'artèria femoral o radial (abreujat com a TA)
- Saturació d'oxigen que es determina a través d'un sensor de llum transcutani per mesurament de l'absorbància. Aquest mètode s'anomena pulsioximetria (abreviatura SpO₂)
- Temperatura corporal, el mesurament es fa amb uns sensors de temperatura que es poden inserir en el recte o en l'esòfag, mesurats (Abreviatura TEMP)
- Capnometria, per mesurar la quantitat de diòxid de carboni en l'aire exhalat (Abreviatura etCO₂ = endtidaler CO₂)

Si cal, aquest monitoratge es pot complementar amb paràmetres addicionals com p. B. Pressió venosa central, pressió intracranial, mesura del cabal cardíac, anàlisi del contorn del pols (PiCCO), valors de la pressió arterial pulmonar mitjançant un catèter Swan-Ganz o formes especials d'electroencefalografia (EEG). A part del CO ₂ exhalat (etCO₂), també és possible mesurar el CO ₂ que circula per la sang (tcpCO2). Es poden extreure diverses conclusions sobre l'intercanvi de gasos de la diferència entre el etCO₂ i el tcpCO2. Per tal d'evitar possibles mesures incorrectes, és necessària una anàlisi regular de gasos en sang, a part de mesurar ambdós: etCO ₂ i tcpO2. La mesura del CO ₂ exhalat també és possible fer-la en corrent lateral (mitjançant cànula nasal) o en corrent principal (p. ex. en pacients intubats). Una mesura de corrent lateral és molt més susceptible a les interferències que una mesura de corrent principal.

## Equipament

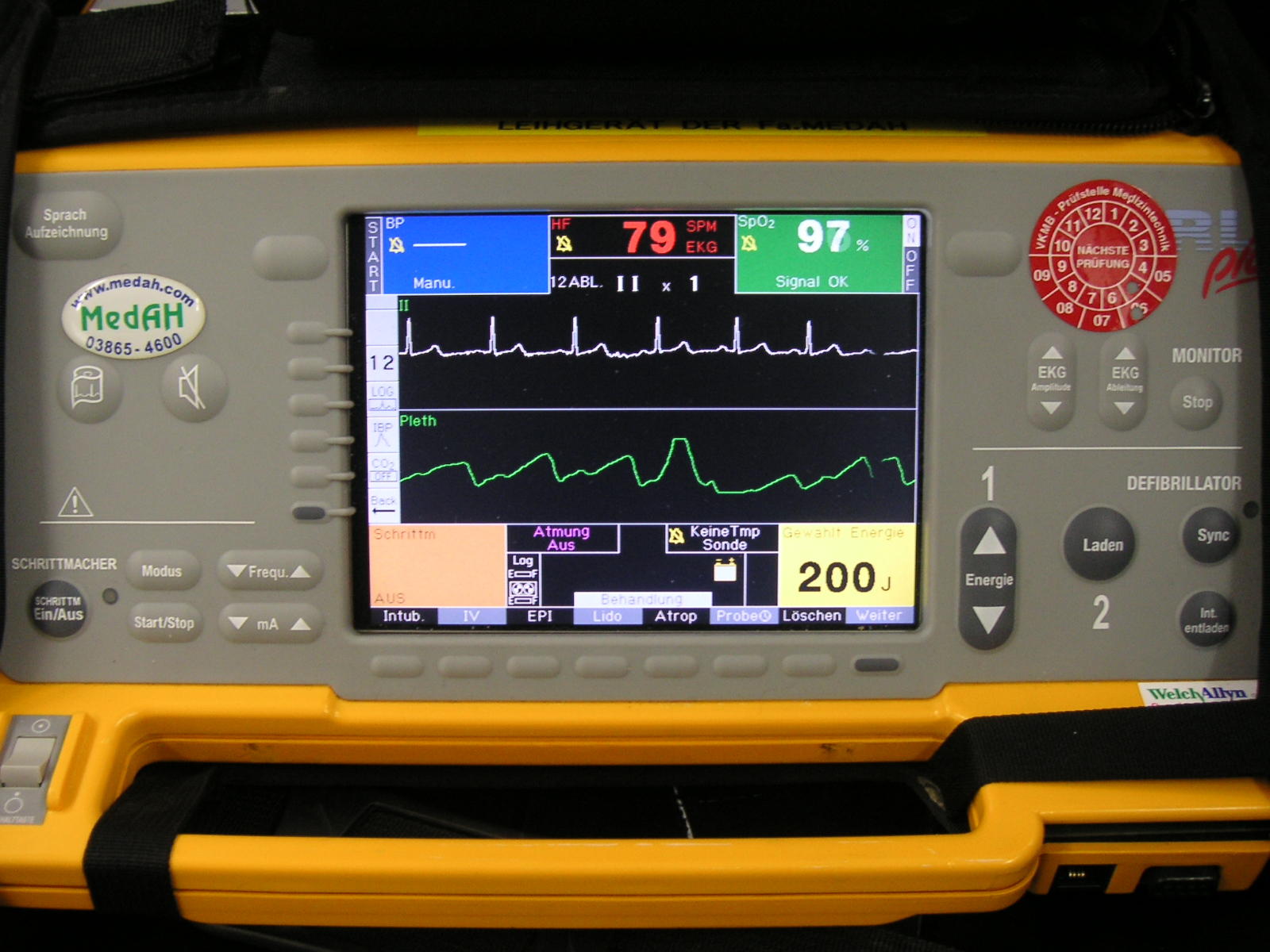
Monitoratge d'un desfibril·lador

Depenent de l'aplicació, es col·loquen diferents requisits en el dispositiu, de manera que hi ha diversos tipus en ús.
- En anestèsia, els monitors són una part integral de la màquina d'anestèsia i sovint estan instal·lats de manera permanent. A cures intensives, els monitors estan connectats en xarxa entre si i connectats a una estació central de monitoratge, pel que a partir d'aquí tots els paràmetres importants de tots els pacients es puguin recuperar.
- Als serveis mèdics d'emergència, en cures intensives o en helicòpters medicalitzats es poden utilitzar monitors robustos i petits o desfibril·ladors, que també tenen una funció de monitoratge.

- Per a la monitoratge durant la rehabilitació hi ha diverses combinacions de dispositius disponibles que transmeten, per radiofreqüència, les dades mesurades al centre de monitoratge. Això permet la monitoratge del pacient també en un ambient normal (temps lliure) per la qual és possible disposar de mesures més concretes sobre l'activitat diària.

D'altra banda, hi ha dispositius especials que permeten el monitoratge de problemes aguts que es donen a la vida normal, per exemple, la transmissió de les funcions vitals a través dels telèfons mòbils als centres d'emergència mèdica. → telemonitoratge

## Límits d'alarma i documentació dels valors
Es poden activar alarmes visuals o audititves, amb límits ajustables individualment, quan no s'arriba o es depassen els paràmetres mesurats, o quan en una anàlisi complexa es detecta una arrítmia cardíaca. Aquests poden ser transferits, així com els paràmetres mesurats, a una xarxa de monitoratge de pacients, a una estació central i a altres monitors de signes vitals. Així els metges i infermeres poden prestar atenció abans a una situació crítica i poden reaccionar més ràpidament.
Al mateix temps, gairebé tots els monitors de dades vitals ofereixen la capacitat de traspassar els paràmetres mesurats en les interfícies a un Sistema de gestió de dades del pacient. Això condueix a una millora substancial de la documentació i atenció.

## Documentació
Als hospitals existeix la necessitat d'un registre complet de les dades mèdiques d'alta resolució (paràmetres vitals de la freqüència cardíaca, per exemple, la pressió arterial i els senyals primaris, p. ex. ECG) per part dels monitors de vigilància. Això permet una ràpida visió general de l'estat actual del pacient, tenint en compte la història clínica. Un enregistrament durant un període prolongat permet analitzar de forma retrospectiva els esdeveniments individuals en més detall. Les dades s'usen per al monitoratge de pacient actual (p. ex. a cures intensives), per a la documentació del pacient i l'anàlisi de dades en el camp de la investigació mèdica.
Aquestes eines especials de monitoratge de pacients s'utilitzen basades en un PC. A través de la interfície de sèrie dels monitors, les dades d'alta resolució de signes vitals de l'hospital - xarxa - es graven sempre en un PC, es visualitzen s'emmagatzemen. Mentre que els monitors de pacients poden emmagatzemar dades vitals i senyals primaris només per a un període determinat, l'ús d'un sistema d'aquest tipus permet un arxivament a llarg termini.